# Steve DiGiorgio
Steve DiGiorgio (Waukegan, Illinois, 7 de noviembre de 1967) es un músico estadounidense que tocó el bajo en bandas de death metal y thrash metal tales como Death, Autopsy, Obscura, Megadeth, Sadus, Control Denied o Iced Earth. Actualmente, es el bajista de Testament. Es famoso por su virtuosismo, siendo considerado uno de los mejores bajistas de hard rock y metal de todos los tiempos. También es uno de los fundadores de la banda de jazz Dark Hall. En Sadus, también toca teclados adicionales.
Después de acabar la gira europea “The Bay Strikes Back 2020” con Exodus y Death Angel, se hizo una prueba de coronavirus tras estar enfermo varios días. Su test médico del jueves 26 de marzo dio positivo. Los resultados de la prueba de DiGiorgio fueron revelados por el cantante Chuck Billy de Testament.
Actualmente el 30 de mayo del año 2025 lanza junto a Jeroen Paul Thesseling (Obscura, Pestilence) su nuevo proyecto Quadvium - Tetradōm de metal progresivo y técnico de la unión de dos bajistas fretless. 

## Discografía
- Artension - Future World (2004)
- Autopsy - Severed Survival (1990)
- Autopsy - Fiend for Blood (1991)
- Charred Walls Of The Damned - Charred Walls Of The Damned (2010)
- Control Denied - The Fragile Art of Existence (1999)
- Dark Hall - demo (1995)
- Death - Human (1991)
- Death - Fate: The Best of Death (1992)
- Death - Individual Thought Patterns (1993)
- Dragonlord - Rapture (2001)
- Geoda - Here and Now (2019)
- Iced Earth - Horror Show (2001)
- James Murphy - Feeding the Machine (1999)
- Lunaris - Cyclic (2004)
- PainmuseuM - Metal for Life (2005)
- Quo Vadis - Defiant Imagination (2004)
- Rob van der Loo - Freak Neil inc. Characters (2005)
- Sadus - D.T.P. (1986, 2003)
- Sadus - Certain Death (1987)
- Sadus - Illusions (1988)
- Sadus - The Wake of Severity (1989)
- Sadus - Swallowed in Black (1990)
- Sadus - A Vision of Misery (1992)
- Sadus - Red Demo (1994)
- Sadus - Chronicles of Chaos (1997)
- Sadus - Elements of Anger (1997)
- Sadus - Out for Blood (2006)
- Soen - Cognitive (2012)
- Takayoshi Ohmura - Nowhere to Go (2004)
- Testament - The Gathering (1999)
- Testament - First Strike Still Deadly (2001)
- Testament - Brotherhood of the Snake (2016)
- Testament - Titans of Creation (2020)
- Vintersorg - Visions From the Spiral Generator (2002)
- Vintersorg - The Focusing Blur (2004)
- Varios artistas - Roadrunner United - Constitution Down, Annihilation by the Hands of God
- Megadeth - The Sick, the Dying... and the Dead! (2022)
- Quadvium - Tetradōm (2025)

## Equipo
- Rickenbacker 4001
- ESP F-series de 5 strings (doble neck)
- ESP F-series de 5 strings (fretless)
- Thor 5 strings custom bass
- Thor 4 strings custom bass
- Thor 6 strings custom bass
- Amplificadores Ampeg SVT Classic
- Pantallas Ampeg y Randall
- Ibanez BTB SDGB1 Signature Bass